# Racemaat

Een racemaat (soms racemisch mengsel genoemd) is een mengsel van gelijke delen van optische isomeren (spiegelbeelden van dezelfde stof). Racematen zijn zelf niet optisch actief en worden met DL en/of ± weergegeven. Bijvoorbeeld L(+)-wijnsteenzuur en D(-)-wijnsteenzuur vormt het racemaat DL(±)-wijnsteenzuur. Hoewel deze nomenclatuur nog steeds gebruikt wordt in de biologie (bijvoorbeeld bij suikers en aminozuren), bestaat er ook een nieuwe nomenclatuur, zijnde de RS-nomenclatuur.
Optische isomeren hebben gelijke chemische en fysische eigenschappen maar in reacties met andere optische isomeren zijn de eigenschappen soms totaal verschillend. Vooral in de biochemie is dit van groot belang. Vandaar dat het van belang kan zijn om racematen te voorkomen of te scheiden.

## Geschiedenis
Het eerste racemaat werd gevonden door Louis Pasteur. Het was een mengsel van de twee isomeren van (zouten van) wijnsteenzuur. In 1848 bemerkte hij dat kristallen uit wijn optische isomerie vertoonden, maar synthetisch wijnsteenzuur niet. Hij slaagde erin om kristallen van synthetisch wijnsteenzuur onder een microscoop met behulp van een pincet te verdelen in twee even grote porties optische isomeren. Hij concludeerde dat natuurlijk wijnsteenzuur chiraal is en dat synthetisch wijnsteenzuur een mengsel is van gelijke delen spiegelbeeldige isomeren.

## Scheiden van isomeren
Het scheiden van een racemaat in zijn isomeren noemt men resolutie. Men kan een racemisch mengsel bijvoorbeeld scheiden via de volgende methoden:
- Scheiding als diastereomeer: Door reactie van het mengsel met een chiraal zuiver reagens ontstaan twee diastereomeren met verschillende chemische en fysische eigenschappen. Vergelijk dit met een verzameling linker- en rechter-handschoenen in combinatie met een rechterhand. De diastereomeren zijn door hun verschillende eigenschappen eenvoudiger te scheiden.
- Kinetische resolutie: Bij een reactie van het mengsel met een chiraal zuiver reagens (zoals hierboven) kan door verschil in reactiesnelheden een van de isomeren wel en de andere niet (of in mindere mate) omgezet worden in het reactieproduct. Eén vrijwel zuivere vorm blijft achter.
- Kinetische resolutie met behulp van een katalysator: Bij een reactie van het mengsel met een reagens met behulp van een chirale katalysator wordt eveneens een van de isomeren omgezet in het reactieproduct.
- Chromatografische scheiding: Met behulp van een chirale kolom is het mogelijk om een racemisch mengsel chromatografisch te scheiden in zijn isomeren.

Veelgebruikte reacties zijn zuur-basereacties, die na scheiding eenvoudig teruggedraaid kunnen worden waardoor de oorspronkelijke zuren en basen optisch zuiver verkregen worden.

## Kristallisatie
Er zijn drie manieren waarop racemische oplossingen kunnen kristalliseren. H.W.B. Bakhuis Roozeboom heeft in 1899 deze drie manieren beschreven:
- Conglomeraat (of racemisch mengsel). Een conglomeraat bestaat uit aparte kristallen van zuivere enantiomeren. Deze vorm komt echter maar bij weinig verbindingen voor.
- Racemische verbinding. De beide enantiomeren ordenen zich paarsgewijs in een verhouding van 1:1 in dezelfde kristallen. De meerderheid van alle verbindingen kristalliseert op deze manier.
- Pseudoracemaat. De beide enantiomeren kristalliseren willekeuring, deze vorm komt eveneens zelden voor.

## Racemisatie
Stereo-isomeren van sommige verbindingen kunnen ook bij kamertemperatuur vanzelf in elkaar overgaan. Dit wordt racemiseren genoemd. Racemisatie kan optreden door niet-stereospecifieke chemische reacties, maar ook bij verhoogde temperaturen of onder invloed van licht.
Afhankelijk van het mechanisme van chemische reacties kan er wel of geen racemisatie optreden. Bijvoorbeeld bij SN2-reacties vindt geen racemisatie plaats maar bij SN1-reacties wel.